# Świętosław (gromada)
Świętosław – dawna gromada, czyli najmniejsza jednostka podziału terytorialnego Polskiej Rzeczypospolitej Ludowej w latach 1954–1972.
Gromady, z gromadzkimi radami narodowymi (GRN) jako organami władzy najniższego stopnia na wsi, funkcjonowały od reformy reorganizującej administrację wiejską przeprowadzonej jesienią 1954 do momentu ich zniesienia z dniem 1 stycznia 1973, tym samym wypierając organizację gminną w latach 1954–1972.
Gromadę Świętosław z siedzibą GRN w Świętosławiu utworzono – jako jedną z 8759 gromad na obszarze Polski – w powiecie lipnowskim w woj. bydgoskim, na mocy uchwały nr 24/8 WRN w Bydgoszczy z dnia 5 października 1954. W skład jednostki weszły obszary dotychczasowych gromad Świętosław, Morgowo i Piotrkowo ze zniesionej gminy Mazowsze w tymże powiecie. Dla gromady ustalono 21 członków gromadzkiej rady narodowej.
1 stycznia 1956 gromadę włączono do nowo utworzonego powiatu golubsko-dobrzyńskiego w tymże województwie.
1 stycznia 1972 gromadę Świętosław połączono z gromadą Ciechocin, tworząc z ich obszarów gromadę Ciechocin z siedzibą Gromadzkiej Rady Narodowej w Ciechocinie w tymże powiecie (de facto gromadę Świętosław zniesiono, włączając jej obszar do gromady Ciechocin).